# Trolleybus de Turin
Le réseau de trolleybus de Turin, était un réseau de trolleybus de 24 km de long exploité par l'Azienda Torinese Mobilità - ATM entre 1931 et 1980.

## Histoire
Le réseau de trolleybus turinois a été conçu et construit par la Compagnia Generale di Elettricità dans le but d'intégrer le vaste réseau de tramway de Turin.
La première ligne, Ponte del Gatto-Cavoretto, longue de 2,1 km, a été inaugurée le 28 janvier 1931. dans les années qui suivent, le réseau s'agrandit pour atteindre 12 km au total dans les années 1940 et se composait des lignes suivantes :
- 51 Via Lauro Rossi-stazione Stura
- 52 Ponte del Gatto-Cavoretto
- 53 Piazza Sabotino-Aeronautica
- 54 Campidoglio-Piazza Bengasi (Mirafiori)
- 55 Piazza Bengasi (Mirafiori)-Nichelino

En outre, les années 1950 voient la création de deux lignes périurbaines à l'initiative d'autres compagnies : Turin-Chieri en 1951 et Turin-Rivoli en 1955, qui correspondent respectivement aux actuelles lignes de bus 30 et 36 du GTT.
Les dommages causés par la guerre ont été considérables et, au début des années 1970, le réseau a été repensé et étendu pour atteindre 24 km de long. En 1975, il était constitué de quatre lignes :
- 33 Via Paolo Sacchi-Aeronautica
- 34 Largo Toscana-Piazza Bengasi (Mirafiori)
- 35 (Lingotto) Via Fabio Filzi-Nichelino
- 35/ Corso Spezia-Nichelino

Compte tenu de l'obsolescence du réseau dans les années 1970, l'Azienda Torinese Mobilità - ATM décide de remplacer les trolleybus par des autobus : la ligne 35 en 1975, la ligne 33 en 1976 et enfin la ligne 34 en 1980. L'ATM récupère les deux lignes suburbaines en 1979 et les remplace par des autobus dans la foulée.

### Matériel roulant
| Numéros avant 1941 | Numéros après 1941 | Années    | Châssis          | Carrosserie      | Partie électrique | Notes                                                               |
| ------------------ | ------------------ | --------- | ---------------- | ---------------- | ----------------- | ------------------------------------------------------------------- |
| E.1 a E.3          | 1001 a 1003        | 1931      | Fiat 461         | Fiat Bus         | CGE               |                                                                     |
| B.1                | -                  | 1932      | Thilling Stevens | O.M. Meridionali | Thilling Stevens  | Trolleybus benzo-électrique                                         |
| B.2                | 1019               | 1937      | Fiat 656F/533    | Fiat             | Marelli/CGE       | Trolleybus benzo-électrique                                         |
| E.4 a E.12         | 1004 a 1012        | 1939      | Fiat 656F/557    | Fiat             | Marelli           | Deux unités vendues en 1948 au réseau de trolleybus de Cuneo (Coni) |
| E.13               | 1013               | 1940      | Fiat 656F/557    | Fiat Bus         | SNOS Savigliano   |                                                                     |
| E.14               | 1014               | 1941      | Fiat 656F/557    | Fiat             | Marelli           |                                                                     |
| E.15               | 1015               | 1941      | Fiat 656F/125    | Fiat Bus         | CGE               |                                                                     |
| -                  | 1021 a 1041        | 1942-1943 | Fiat 672F/135    | Fiat Bus/OM      | CGE/Tecnomasio    |                                                                     |
| -                  | 1016               | 1951      | Fiat 656F/125    | Fiat             | Tecnomasio        |                                                                     |
| -                  | 1100 a 1111        | 1953-1955 | Fiat 2401        | Cansa            | CGE               |                                                                     |
| -                  | 1112 a 1121        | 1956      | Fiat 2411        | Cansa            | Tecnomasio        |                                                                     |
| -                  | 1200 a 1214        | 1958      | Fiat 2405        | Viberti          | Tecnomasio        |                                                                     |